# Retábulo de Massa Fermana
O Retábulo de Massa Fermana é um retábulo de 1468 de Carlo Crivelli, realizado na igreja Santi Lorenzo e Silvestro na cidade de Massa Fermana. É assinado "KAROLVS CRIVELLVS VENETVS PINXIT HOC OPVS MCCCCLXVIII".